# Luttelnau (Adelsgeschlecht)

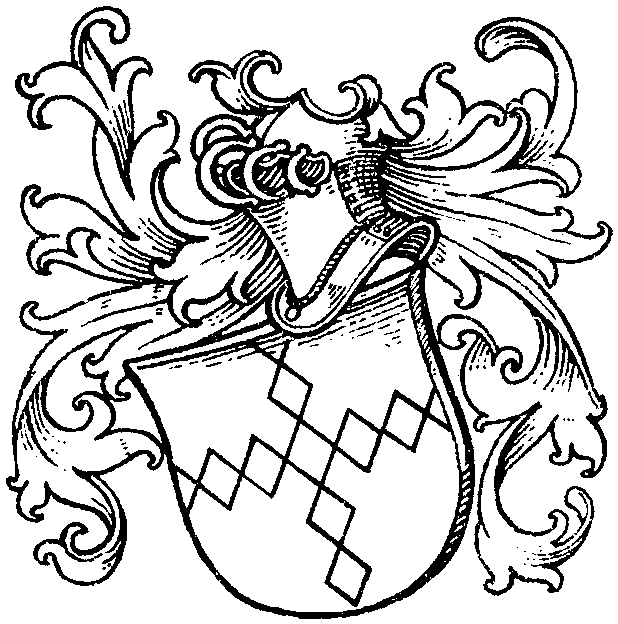
Wappen derer von Luttelnau

 im Wappenbuch des Westfälischen Adels
Luttelnau (auch Luttelenau, Lüttelnau, Luthenau, Luttenau o. ä.) ist der Name eines erloschenen westfälischen Adelsgeschlechts.

## Geschichte
Die Herren von Luttelnau waren Lehensträger der Abtei Werden. Sie saßen auf Burg Luttelnau im Ruhrtal, einer Motte, von der heute noch der Kattenturm erhalten ist.
1260 belehnte der Erzbischof von Köln den Ritter Konrad von Elberfeld mit der Burg Luttelnau. 1295 urkundete ein Ritter von Luttelnau.
Ritter Henrich von Luttelnau wurde 1360 mit Haus Stein belehnt. Im 14. Jahrhundert findet sich ein Gerlach von Lüttelnau auf Haus Heven am Oelbach. Mit Haus Heisingen war 1384 und 1412 Heinrich von Luttelnau belehnt. Im Mannesstamm erlosch die Familie 1417.

## Wappen
Das Wappen des ritterbürtigen Geschlechts zeigt ein Weckenkreuz.